# Годфруа, Жо
Жо Годфруа (фр. Jo Godefroid; род. 21 октября 1939, Париж) — франко-канадский психолог, доктор наук, автор научных работ, а также широко известного учебника в двух томах «Что такое психология» (фр. Les chemins de la psychologie).

## Биография
Закончил факультет педагогической психологии в Льежском университете; затем получил степень магистра по психолингвистике в том же учебном заведении.
После многолетней педагогической миссии в Центральной Африке, направленной на разработку методов обучения грамоте, он продолжил свое обучение в Льежском университете, в ходе которого его интерес также привлекли психолингвистика, экспериментальная психология и этология.
В 1965 году посетил СССР. В предисловии к русскому изданию своего учебника «Что такое психология» он пишет:
В 1965 году, будучи ещё студентом, я имел возможность побывать в Москве и Ленинграде и соприкоснуться с советской психологической наукой. Знакомство с проф. Леонтьевым, его рассказы о состоянии психологических исследований в СССР, посещение разных лабораторий, где велись исследования, внесшие столь много в развитие рефлексологии, а также работы Васильева в области «паранормальных» явлений, волнение, охватившее меня при входе в кабинет, бывший свидетелем развития гениальных идей Павлова, тёплые встречи со студентами-психологами, многие из которых, по всей вероятности, стали в дальнейшем моими коллегами, — все эти знаменательные картины встают передо мной в тот момент, когда благодаря моей книге возобновляются контакты, прерванные четверть века назад.
Переехав в Канаду, начиная с 1969 года, в течение более чем тридцати лет Ж. Годфруа преподавал психологию в канадских учебных заведениях (до 1997 года), таких как CEGEP и Университет Квебека в Абитиби-Темискаминге. Помимо преподавания базовых курсов психологии, также проводил многочисленные семинары, направленные на изучение таких тем, как поведение животных, механизмы восприятия, сексуальное поведение, процессы старения и др.
В 1979 защитил под руководством Марка Ришеля и Жан-Клода Руве докторскую диссертацию по зоопсихологии в Льежском университете, посвящённую собственным экспериментальным исследованиям пищевого поведения у грызунов в связи с гибернацией и циркадными ритмами.

## Основные работы
- «Что такое психология» (фр. Les chemins de la psychologie) — учебник в двух томах по психологии для специалистов и студентов (психологов, педагогов, медиков и биологов). Книга была переиздана восемь раз, и публиковалась в период с 1987 по 1993[3]; переведена на английский, испанский, русский и другие языки. В двух томах изложены основные подходы и методы в психологии, выделяются подходы когнитивной психологии, психологии интеллекта, описаны известные эксперименты, а также книга знакомит читателя с основами физиологии высшей нервной деятельности. Русские издания:
  - Жо Годфруа. Что такое психология: Пер. с фр. / Под ред. Г. Г. Аракелова. — М.: Мир, 1992. — 491 с. — ISBN 5-03-001901-4 (В пер.) : Б. ц..
  - Жо Годфруа. Что такое психология: В 2 т. Пер. с фр. / Под ред. Г. Г. Аракелова. — 2-е изд., стер.. — М.: Мир, 1999. — 491 с. — ISBN 5-03-001901-4 (рус.).
  - Жо Годфруа. Что такое психология: В 2 т. Пер. с фр. / Под ред. Г. Г. Аракелова. — М.: Мир, 2004.
- Психология: гуманитарные и когнитивные науки (фр. Psychologie:science humaine et science cognitive) — учебник с дидактическими материалами для студентов 1-го курса в области психологии и гуманитарных наук. Книга переиздавалась во Франции 16 раз, с 1987 по 2011[3].

### Другие работы
- Jo Godefroid. Introduction à la psychologie. Cahier d’apprentissage
- Jo Godefroid; Marc Richelle. Psychologie et sciences humaines (фр.). — Liège, Bruxelles: P. Mardag, 1993. — 788 p. — ISBN 2870093578.
- Jo Godefroid. Psychologie: Science humaine et science cognitive (фр.). — Bruxelles, Paris: De Boeck, DL, 2011. — 1159 p. — ISBN 978-2-8041-6391-4.
- Jo Godefroid; Emmanuel Stip. Psychologie et santé mentale (фр.). — Laval, Québec: Éditions Études vivante, 1993. — 167 p.
- Jo Godefroid. Les fondements de la psychologie (фр.). — Études vivantes, 1993. — 816 p. — ISBN 2760705331, ISBN 9782760705333.

### Диссертация
- Etude expérimentale de l’amassage de nourriture chez les Rongeurs. Liens du comportement avec l’hibernation et sa rythmicité circadienne et circannienne chez un Sciuridé (Tamias striatus quebecencis)